# مازن أبو شرارة
مازن أبو شرارة (27 فبراير 1991 -) لاعب كرة قدم سعودي.
كانت بداياته مع نادي النهضة وانتقل إلى القادسية في عام 2014 ثم إلى نادي الرائد في عام 2018 ثم إلى نادي ضمك عام 2019، و أعير إلى نادي الأهلي مطلع عام 2020. و عاد لاحقاً إلى نادي القادسية في صيف 2022 و انتقل إلى نادي الجيل في عام 2023.

## روابط خارجية
- مازن أبو شرارة على موقع Soccerway.com (الإنجليزية)
- مازن أبو شرارة على موقع كووورة